# Ermita de Santa Quiteria (Almazora)

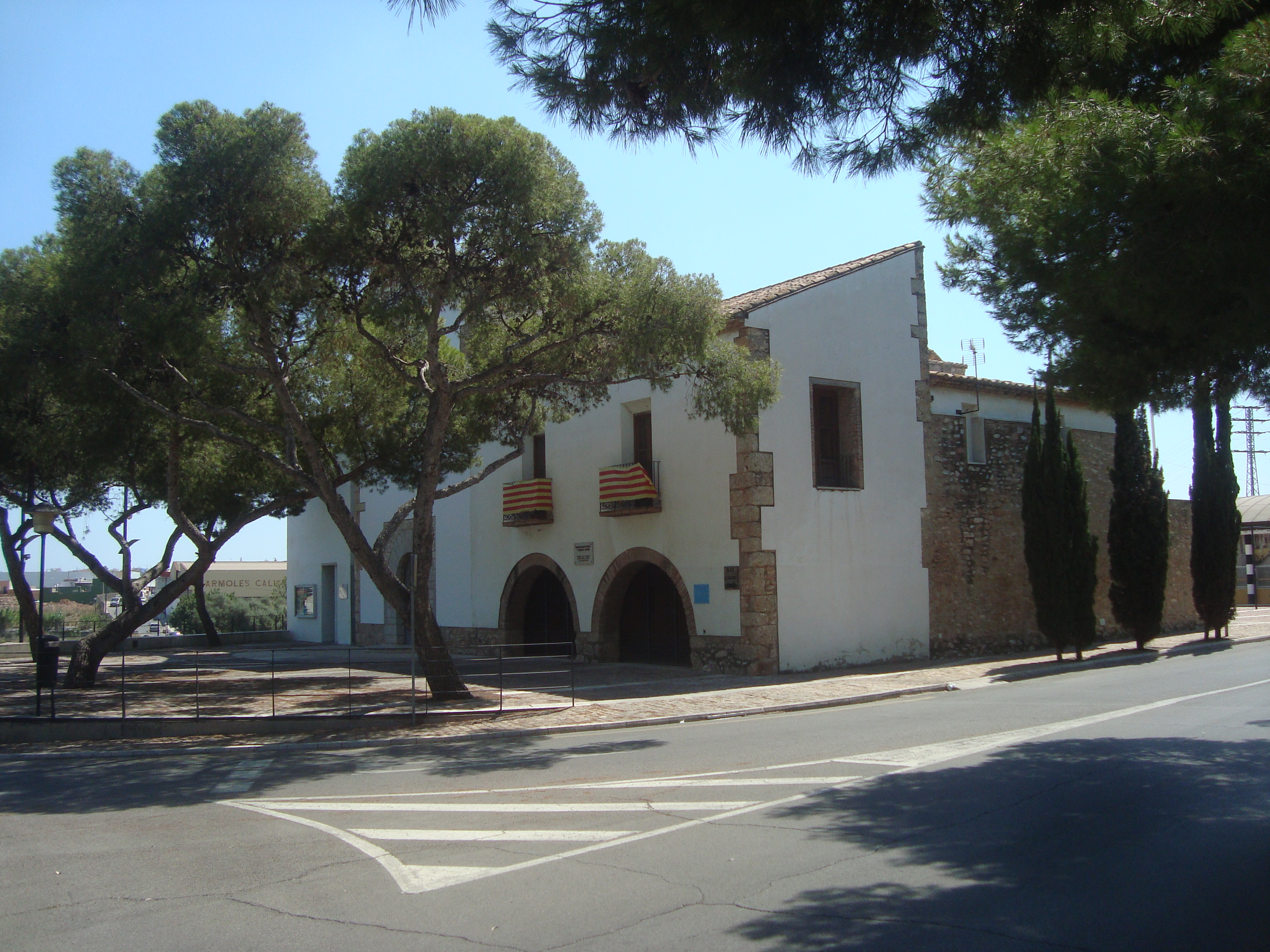
Ermita de Santa Quiteria (Almassora).

La ermita de Santa Quiteria situada en el término municipal de Almazora (Provincia de Castellón, España) aparece documentada en la primera mitad del siglo XVII. 
Existen indicios que llevan a una existencia muy anterior a estas fechas, como es un contrato de 1330 que nos habla de una Iglesia junto al Mijares; o la noticia de procesiones a pueblos vecinos, en el año 1394, de los habitantes de Villarreal, en que entre otros lugares se nombra a Almazora, seguramente a Santa Quiteria; o un pago efectuado en 1495 a un ermitaño para que construya una celda en el puente del río; y una moneda del siglo XV encontrada entre los rincones al hacer trabajos en el tejado. En 1647 es convertida en refugio y hospital, coincidiendo con la peste que asolaba nuestras tierras, pudiendo reconstruirse o ampliarse cuando acabó de cumplir esta finalidad. También en la Guerra del Francés, a principios del siglo XIX, fue hospital de sangre, es decir militar, francés, volviendo a habilitarse para el culto en 1829.
La actual Ermita, de una sola nave de orden compuesto y con capillas sencillas, es de 1682, según Sarthou Carreres. Está documentado que sufrió trabajos en 1726, dirigidos por José Vilavalle, que construyó la espadaña, el púlpito, parte del tejado, la sacristía, los peldaños del altar y el pavimento y rejuveneció el exterior. Actualmente han desaparecido el púlpito y el centro, así como el altar mayor, de 1726, trabajo seguramente de uno de los hermanos Ochando. Consagrada de nuevo una vez terminada la guerra de 1936-1939, con una nueva imagen realizada por el escultor almazorense Enrique Serra, sufrió varias rehabilitaciones en los años 1984 y 1991. A la izquierda del presbiterio existe una pintura de Enrique Limo, con una escena de la vida de la Santa, y la actual campana es de factura moderna, fechada en 1940.